# Statens haverikommission

Logo

De Statens haverikommission, afgekort: SHK (Zweeds voor: Staatscommissie voor onderzoek naar averij) is een Zweedse overheidsinstantie die zich bezighoudt met het onderzoek naar alle vormen van ernstige civiele of militaire ongevallen die zich kunnen voordoen op het land, op zee of in de lucht.
Bij dergelijke incidenten wordt ook onderzocht of er een ernstig risico bestaat op een soortgelijk ongeval. Het hoofdkantoor is gevestigd in Stockholm. De instelling is vergelijkbaar met de Onderzoeksraad voor Veiligheid.